# Uusimaa
Cet article concerne la région contemporaine. Pour province historique, voir Uusimaa (province historique).
L'Uusimaa (/ˈuːsimɑː/, en suédois : Nyland /ˈnyːland/, « le nouveau pays ») est la région la plus peuplée de Finlande. Située le long du golfe de Finlande, c'est dans cette région qu'on trouve la capitale Helsinki et son agglomération, incluant les villes d'Espoo et Vantaa. L'Uusimaa appartenait à la province de Finlande méridionale jusqu'à la suppression des provinces fin 2009. En 2019, la population était de 1 674 702 habitants.

## Histoire
La région d'Uusimaa actuelle est un échelon administratif créé lors de la réforme de 1997. Elle reprend la zone géographique de l'ancienne province d'Uusimaa qui existait jusqu'en 1997.
Pour contrebalancer le poids sans cesse croissant de Helsinki, la région d'Uusimaa fut tout d'abord significativement réduite par la réforme de 1997. On voit apparaitre pour la première fois une région d'Uusimaa de l'Est au centre-est de l'ancienne province historique, et une région réduite toujours appelée Uusimaa n'occupant que l'Ouest. En 2011, les deux régions ont à nouveau été fusionnées.

## Géographie

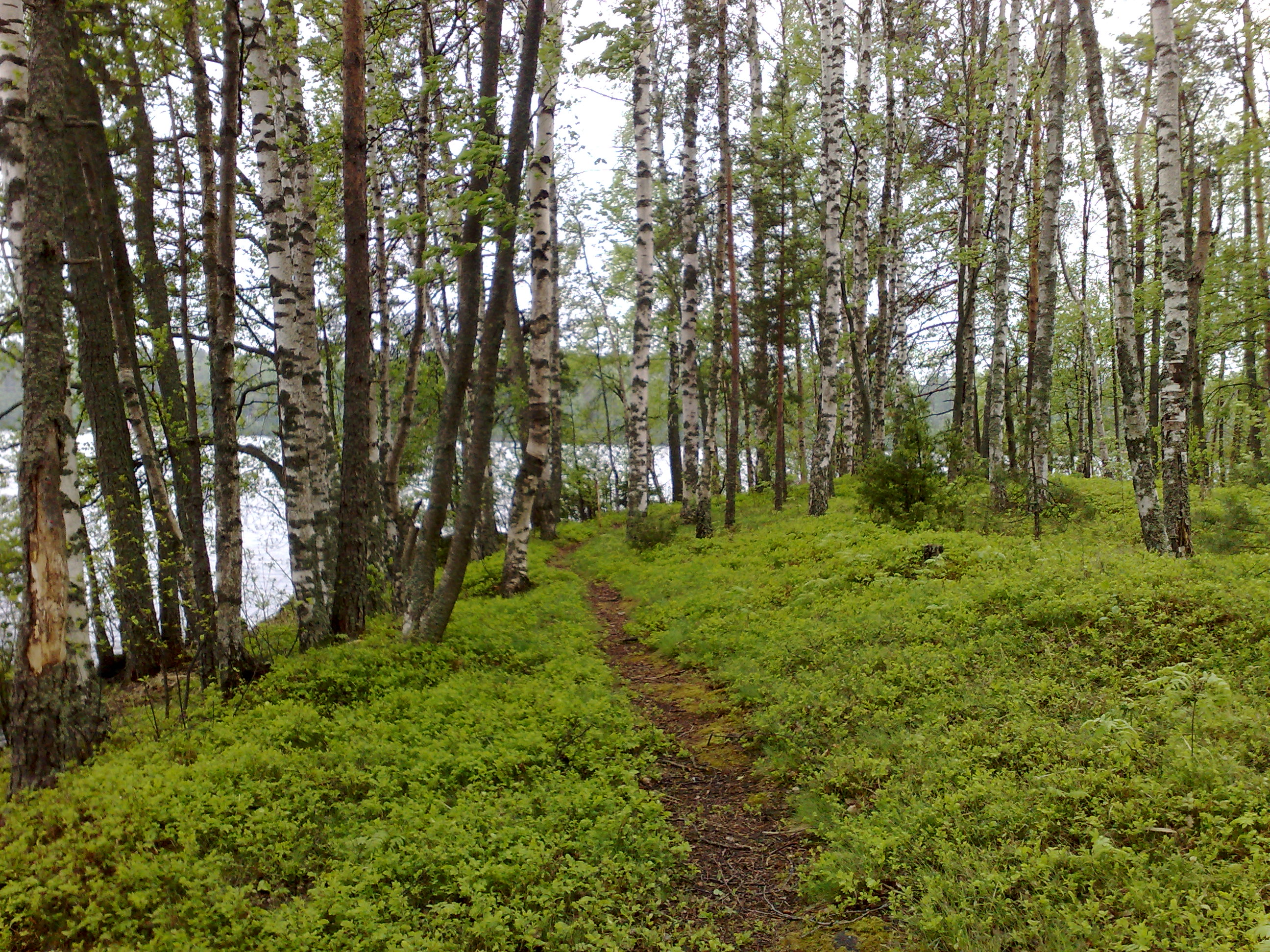
Paysage rural de la région

La région correspond à l'ancienne province d'Uusimaa. Elle est bordée à l'ouest par la Finlande du Sud-Ouest, à l'est par la Vallée de la Kymi et au Nord par le Kanta-Häme et le Päijät-Häme.

## Langues
L'Uusimaa est officiellement une région bilingue, où le finnois et le suédois ont le même statut.
La région, en particulier les zones côtières, est historiquement de langue suédoise. Le suédois et les dialectes régionaux traditionnels du suédois restent très parlé dans la partie Est (anciennement Uusimaa de l'Est). 
La population de langue finnoise a commencé à croître lorsque la capitale du grand-duché de Finlande a été déplacée de Turku à Helsinki par l'empereur Alexandre Ier en 1812, et que la région a attiré des colons venus d'autres parties de la Finlande.

## Communes
L'Uusimaa comporte 28 communes dont 14 villes. 
Le premier nom est le nom correspondant à la langue majoritairement parlée dans la commune, soit le suédois pour Ekenäs, Karis et Ingå, et le finnois pour les autres (deuxième nom dans l'autre langue s'il existe).
| Sous-région d'Helsinki : - Helsinki (Helsingfors) (ville) - Espoo (Esbo) (ville) - Vantaa (Vanda) (ville) - Hyvinkää (Hyvinge) (ville) - Järvenpää (Träskända) (ville) - Karkkila (Högfors) (ville) - Kauniainen (Grankulla) (ville) - Kerava (Kervo) (ville) - Kirkkonummi (Kyrkslätt) - Lohja (Lojo) (ville) - Mäntsälä - Nurmijärvi - Pornainen (Borgnäs) - Sipoo (Sibbo) - Siuntio (Sjundeå) - Tuusula (Tusby) - Vihti (Vichtis) |  | Sous-région de Raseborg : - Hanko (Hangö) (ville) - Ingå (Inkoo) - Raseborg (Raasepori) (ville) Sous-région de Porvoo : - Askola - Myrskylä (Mörskom) - Pukkila - Porvoo (Borgå) (ville) Sous-région de Loviisa : - Lapinjärvi (Lappträsk) - Loviisa (Lovisa) (ville) |